# The International Cat Association
The International Cat Association (TICA) è un'associazione felinofila nata negli Stati Uniti e, in seguito, diffusa a livello globale. L'organizzazione ha un'ampia anagrafe felina che raccoglie i dati genetici sia di gatti meticci che di gatti con pedigree. TICA è uno dei principali organizzatori mondiali di mostre feline e uno dei 9 membri del World Cat Congress.

## Attività
Le attività principali dell'associazione comprendono:
- il mantenimento di un registro dei pedigree certificati;
- l'organizzazione di mostre feline sia per i gatti con pedigree che per i meticci;
- promuovere la comunicazione tra gli allevatori sia negli Stati Uniti che nelle altre nazioni;
- la creazione di una fondazione per la ricerca veterinaria e per la creazione e diffusione di materiale informativo sulla salute del gatto.

## Mostre feline
The International Cat Association gestisce l'insieme di regole e autorizzazioni per l'organizzazione di numerose mostre feline in 104 nazioni. La stagione delle mostre feline del TICA va dal 1 maggio al 30 aprile di ogni anno e tutte le manifestazioni sono aperte al pubblico.
Durante le mostre feline i vari giudici certificati dal TICA valutano i gatti con pedigree in base agli standard di razza mentre, per quanto riguarda i gatti meticci, non vengono giudicati secondo standard ufficiali ma vengono valutati in base allo stato di salute generale, l'aspetto e la personalità.